# Roman Szymański (generał)
Roman Władysław Szymański ps. „Tewański” (ur. 26 lipca 1895 w Warszawie, zm. 22 grudnia 1974 w Londynie) – oficer piechoty Legionów Polskich, oficer dyplomowany piechoty Wojska Polskiego II RP, Wojska Polskiego we Francji i Polskich Sił Zbrojnych na obczyźnie, w 1963 roku mianowany generałem brygady przez prezydenta RP na uchodźstwie.

## Życiorys
Roman Władysław Szymański urodził się 26 lipca 1895 roku. Syn Józefa (1863–1925) oraz Marii z Buczyńskich (1862–1943). Jego ojciec był przedsiębiorcą, właścicielem teatru i restauracji w Sosnowcu. W latach 1902–1906 uczył się w rosyjskiej szkole powszechnej w Sosnowcu. W 1913 roku ukończył siedmioklasową Szkołę Handlową w Będzinie, zdał maturę i rozpoczął studia na Wyższych Kursach Handlowych im. Zielińskiego w Warszawie. W okresie szkolnym działał w organizacjach zajmującymi się krzewieniem kultury fizycznej i patriotyzmu wśród młodzieży. Należał do towarzystwa „Piechur”, związał się z ruchem skautowym w Zagłębiu Dąbrowskim oraz wstąpił do oddziału Polskich Drużyn Strzeleckich w Sosnowcu, w którym używał ps. Tewański. Równocześnie ze studiami ukończył szkołę podoficerską i w kwietniu 1914 roku konspiracyjną szkołę podchorążych Polskich Drużyn Strzeleckich w Warszawie.
W czasie I wojny światowej walczył w Legionach Polskich. Wojnę rozpoczął jako żołnierz 2 plutonu 1 Kompanii Kadrowej, a następnie oficer 6 pułku piechoty Legionów. 11 listopada 1915 roku został awansowany na chorążego, a 1 kwietnia 1917 roku na podporucznika. W lipcu 1917 roku, po kryzysie przysięgowym, wstąpił do Polskiej Siły Zbrojnej i został przydzielony do 1 pułku piechoty w Ostrowi Mazowieckiej. W 1919 roku pełnił służbę w Szkole Podchorążych Piechoty w Ostrowi Mazowieckiej na stanowisku dowódcy 15. klasy, którą w okresie od 3 lipca do 1 listopada 1919 roku ukończyło 158 absolwentów. 19 sierpnia 1920 roku został zatwierdzony z dniem 1 kwietnia 1920 roku w stopniu kapitana, w piechocie, w grupie oficerów byłych Legionów Polskich.
Po zakończeniu działań wojennych pełnił służbę w Wielkopolskiej Szkole Podchorążych Piechoty, która 1 sierpnia 1922 roku została przekształcona w Oficerską Szkołę dla Podoficerów w Bydgoszczy. Pełniąc służbę w szkolnictwie pozostawał oficerem 7 pułku piechoty Legionów. 3 maja 1922 roku został zweryfikowany w stopniu kapitana ze starszeństwem z dniem 1 czerwca 1919 roku i 336. lokatą w korpusie oficerów piechoty. 13 listopada 1923 roku został powołany do Wyższej Szkoły Wojennej w Warszawie, w charakterze słuchacza IV Kursu Normalnego 1923–1925. 1 grudnia 1924 roku awansował na majora ze starszeństwem z dniem 15 sierpnia 1924 roku i 102. lokatą w korpusie oficerów piechoty. 1 października 1925 roku, po ukończeniu kursu i otrzymaniu dyplomu naukowego oficera Sztabu Generalnego, został przydzielony do Dowództwa Okręgu Korpusu Nr VI we Lwowie na stanowisko szefa Wydziału Wyszkolenia. 24 lipca 1928 roku został przeniesiony do Dowództwa Okręgu Korpusu Nr X w Przemyślu na stanowisko szefa Oddziału Ogólnego. 6 lipca 1929 roku został przeniesiony do dowództwa 25 Dywizji Piechoty w Kaliszu na stanowisko szefa sztabu. 26 marca 1931 roku otrzymał przeniesienie do 48 pułku piechoty Strzelców Kresowych w Stanisławowie, w którym odbył praktykę liniową na stanowisku dowódcy batalionu. W grudniu 1932 roku otrzymał przeniesienie do składu osobowego inspektora armii generała dywizji Stefana Dąb-Biernackiego w Wilnie na stanowisko II oficera sztabu. W kwietniu 1937 roku został przeniesiony do 6 pułku piechoty Legionów w Wilnie na stanowisko zastępcy dowódcy pułku. Od 28 stycznia 1938 roku dowodził 39 pułkiem piechoty Strzelców Lwowskich w Jarosławiu. Na czele tego oddziału walczył w kampanii wrześniowej 1939 roku.

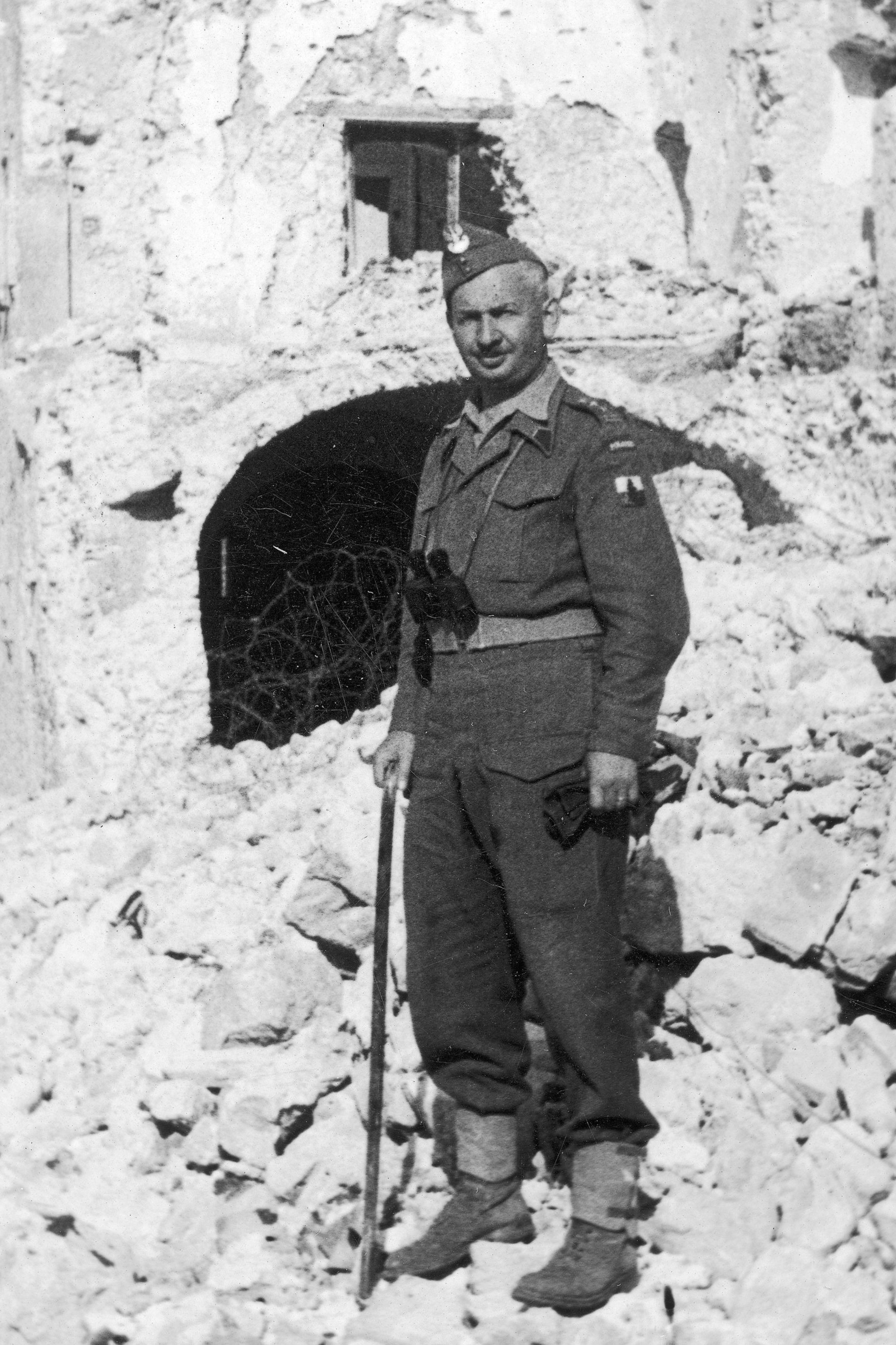
Roman Szymański jako dowódca 2 Brygady Strzelców Karpackich

Po przegranej kampanii przedostał się do Francji. Od czerwca 1940 roku do grudnia 1941 roku pełnił służbę w sztabie 7 Brygady Kadrowej Strzelców na stanowisku szefa Oddziału III Operacyjnego. Następnie został skierowany do Polskich Sił Zbrojnych w ZSRR. W marcu 1942 roku został zastępcą komendanta Ośrodka Organizacyjnego Armii, a w styczniu 1943 roku komendantem Ośrodka Wyszkolenia Piechoty, wchodzącego w skład Centrum Wyszkolenia Armii. W grudniu 1943 roku został mianowany dowódcą 2 Brygady Strzelców Karpackich. 1 marca 1944 roku awansował na pułkownika w korpusie oficerów piechoty. W maju 1944 roku na czele 2 BSK walczył w bitwie pod Monte Cassino. To właśnie on był faktycznym dowódcą w tej bitwie, ale ze względu na swój osobisty konflikt z Melchiorem Wańkowiczem, został prawie całkowicie pominięty w słynnej książce Wańkowicza o Monte Cassino, co wyjaśnił dopiero dr Kirszak w swojej monografii. We wrześniu 1944 roku objął stanowisko komendanta Wyższej Szkoły Wojennej w Eddleston, w Szkocji. Obowiązki komendanta WSWoj. wykonywał do października 1946 roku. W latach 50. XX wieku sprawował obowiązki szefa Sztabu Głównego. 19 marca 1963 roku Prezydent RP na uchodźstwie August Zaleski awansował go na generała brygady w korpusie generałów . W latach 60. XX wieku pełnił funkcję kanclerza Kapituły Krzyża Orderu Wojennego Virtuti Militari. Zmarł 22 grudnia 1974 roku w Londynie. Został pochowany 3 stycznia 1975 roku na cmentarzu North Sheen.

### Rodzina
W 1921 ożenił się z Marią Honoratą z d. Komorra (1897–1974), z którą miał synów: Tadeusza Romana (1922–62) i Romana Władysława (ur. 1923).

## Ordery i odznaczenia
- Krzyż Złoty Orderu Wojskowego Virtuti Militari nr 41
- Krzyż Srebrny Orderu Wojskowego Virtuti Militari nr 4777[30][31]
- Krzyż Komandorski Orderu Odrodzenia Polski (3 maja 1958)[32]
- Krzyż Niepodległości (6 czerwca 1931)[33]
- Krzyż Walecznych (dwukrotnie - za walkę w 6 pp Leg.)
- Złoty Krzyż Zasługi z Mieczami
- Złoty Krzyż Zasługi (17 marca 1930)[34]
- Krzyż Pamiątkowy Monte Cassino (1944)
- Odznaka Pamiątkowa „Pierwszej Kadrowej”[35]
- Odznaka Pamiątkowa Generalnego Inspektora Sił Zbrojnych
- Krzyż Pamiątkowy 6 pp Leg. (Krzyż Wytrwałości)

- Krzyż Wojenny za Męstwo Wojskowe (Włochy, 1946)

## Upamiętnienie
Uchwałą nr 56/IX/2015 Rady Miasta Jarosławia z dnia 25 maja 2015 r. rondo położone w Jarosławiu przy wjeździe na obwodnicę miejską, u zbiegu ulic Krakowskiej i Lotników, otrzymało nazwę gen. Romana Władysława Szymańskiego.